# La malquerida
La malquerida (pol. Źle kochana) – meksykańska telenowela wyprodukowana przez José Alberto Castro, dla Televisy, w 2014 roku. Bazuje na dramacie Jacinto Benavente, w Polsce wydanym pt. Źle kochana.
W rolach głównych występują Victoria Ruffo, Ariadne Díaz, Christian Meier i Mane de la Parra, natomiast jako antagoniści występują Guillermo García Cantú i Alberto Estrella.

## Obsada
- Victoria Ruffo – Cristina Maldonado Reyes de Domínguez
- Ariadne Díaz – Acacia Rivas Maldonado
- Christian Meier – Esteban Domínguez Parra
- África Zavala – Ana Alejandra Silva González „Turquesa”
- Guillermo García Cantú – Norberto Palacios Rincón
- Alberto Estrella – Danilo Vargas
- Nora Salinas – Juliana Salmerón de Palacios
- Sabine Moussier – Perla
- Arturo Peniche – Héctor Robledo
- Mane de la Parra – Ulises Torres Gallardo
- Ignacio López Tarso – Juan Carlos Maldonado
- Raquel Olmedo – Rosa Molina
- Silvia Mariscal – Elena Reyes de Maldonado
- Fabián Robles – Braulio „Rubio” Jiménez
- Osvaldo de León – Germán Palacios Salmerón[5]
- Brandon Peniche – Manuel Palacios Salmerón
- Toño Mauri – Andrés Vivanco
- Lupita Jones – Carmen Gallardo
- Gimena Gómez – Luisa Valero Molina
- Gonzalo Peña – Arturo Torres Galindo
- Michelle Ramaglia – Nuria Vásquez
- Joshua Gutiérrez – Memo
- Maritza Olivares – Olga
- Jean Paul Leroux – Jesús Robledo
- Marcelo Córdoba – Alonso Rivas